# 平畑静塔
平畑 静塔（ひらはた せいとう、1905年（明治38年）7月5日 - 1997年（平成9年）9月11日）は、日本の俳人、精神科医。和歌山県出身。

## 経歴
本名は富次郎。海草郡和歌浦町（現・和歌山市）に生まれる。父は銀行員で静塔は三男。和歌山県立和歌山中学校、第三高等学校を経て、1931年に京都帝国大学医学部を卒業。大学時代は精神医学を専攻した。1932年結婚。1937年兵庫県立精神病院に赴任。1944年応召し南京陸軍病院に勤務。1946年京都帝大医学博士。戦後は大阪女子医学専門学校（現関西医科大学）教授、守口市京阪病院院長、布施市（現・東大阪市）阪本病院院長を歴任。1961年に宇都宮市に移り、宇都宮病院の顧問となった。
俳句は1925年、大学時代に「京鹿子」、ついで「馬酔木」「ホトトギス」に投句。1933年、井上白文地らと共に「京大俳句」を創刊、1935年には西東三鬼らを同誌に迎え、新興俳句運動の中心的存在として活動。1940年、新興俳句弾圧事件に連座し、懲役二年執行猶予三年の判決を受けた。戦後は西東三鬼、橋本多佳子らと句会、1948年に彼らとともに山口誓子を中心として「天狼」創刊に参加、編集に携わる。1951年、カトリックに入信。同年発表した「俳人格」説（『馬酔木』1951年4月号）では、俳句性の確立には俳人自身の俳句的な人格の発展と完成が必要と説き注目を集める。のちには俳人格の典型を高浜虚子に見るなど論を展開。他にも「天狼」の根元俳句論、季題論など各種の評論でも存在感を示した。
1971年、句集『壺国』ほかで第5回蛇笏賞、1986年、句集『矢素』で第1回詩歌文学館賞、1995年、第7回現代俳句大賞受賞。代表句は自身の「根源俳句」として挙げた「藁塚に一つの強き棒挿さる」（『月下の俘虜』）のほか、「胡桃割る聖書の万の字をとざし」（同）、「壺の国信濃を霧のあふれ出づ」（『壺国』）、「座る余地まだ涅槃図の中にあり」（『漁歌』）、「身半分かまくらに入れ今晩は」（『矢素』）など。句風は男性的・骨太と評されたが、後年は滋味とユーモアが加わり、伝統行事や生活・風土に素材をひろげ大らかな句風となった。
孫に医師の平畑光一。ただし静塔と平畑光一の間に血のつながりはない。

## 著書
句集
- 『月下の俘虜』（1955年、酩酊社）
- 『旅鶴』（1962年、遠星書館）
- 『栃木集』（1971年、角川書店）
- 『壺国』（1976年、同上）
- 『漁歌』（1981年、同上）
- 『矢素』（1985年、同上）
- 『竹柏』（1995年、永田書房）
- 『自註現代俳句シリーズ 平畑静塔』（1976年、俳人協会）
- 『自選自解・平畑静塔句集』（1985年、現代の俳句 白凰社）
- 『平畑静塔全句集』（1998年、沖積舎）
- 『月下の俘虜 平畑静塔句集』邑書林句集文庫 1998年
- 『平畑静塔集』平畑那木編 俳人協会 脚註名句シリーズ 2009年

俳書
- 『俳句とは何か 俳句の作り方と味い方』山本健吉共著（1953年、至文堂 学生教養新書）、後年山本の単著で重版
- 『誓子秀句鑑賞』（1960年、角川書店）
- 『戦後秀句Ⅱ』（1963年、新版2001年、春秋社）、新版解説正木ゆう子
- 『天狼の古典』（1983年、天狼社）
- 『俳人格 俳句への軌跡』（1983年、角川書店）
- 『平畑静塔俳論集』（1990年、角川書店）
- 『対談俳句史』（1990年、永田書房）
- 『「京大俳句」と「天狼」の時代 平畑静塔俳論集』中田亮編（2008年、沖積舎）